# Washington, Quận Door, Wisconsin
Washington là một thị trấn thuộc quận Door, tiểu bang Wisconsin, Hoa Kỳ. Năm 2010, dân số của thị trấn này là 697 người.